# История Калининградской области
Калинингра́дская о́бласть — самая западная часть территории Российской Федерации, находящаяся в Прибалтике (полуэксклав)

## Предыстория
К мезолиту (15 тыс. л. н.) на территории Калининградской области могут относиться артефакты, найденные в ходе раскопок на Виштынецкой возвышенности на юго-востоке региона. К эпохе неолита — железного века относится многослойное поселение Цедмар (Серово) находится у подножья острова Цедмарского торфяника. Племена неолитической Цедмарской культуры (стоянки Цедмар А, Цедмар Д, Утиное Болото, 5600—4800 л. н.), в своей основе содержали элементы нарвской и неманской культур с отдельными чертами, связанными с кругом более развитых центральноевропейских культур. В Калининградской области зафиксированы слабые следы присутствия культуры воронковидных кубков (на поселениях Цедмарского торфяника, в слое стоянки Шлосс-Казерне в Кенигсберге). Мазурская группа культуры шнуровой керамики в восточной части Калининградской области начинает развиваться около 2700 года до нашей эры.

## Пруссия
В конце IV–начале V века на территории нынешней Калининградской области вторглись гунны.
Начиная с V века на территории нынешней Калининградской области жили племена пруссов (сембы, натанги, вармийцы, скальвы, барты, погезане из Погезании, ятвяги), народа, родственного нынешним литовцам и латышам. К XI веку пруссы проживали общинами, занимались земледелием, охотой, рыболовством и речной (прибрежной) торговлей. Селились пруссы по родовому признаку, возводя укреплённые поселения. Исповедовали язычество. В IX—X веках на севере Самбии существовал прусский торгово-ремесленный центр Кауп.

Пруссы среди других балтских племён (около 1200 г.).

После принятия Польшей христианства (966) предпринимались активные попытки христианизировать пруссов.
Исследование прусского поселения конца XI — начала XIII веков Привольное-1 показало, что пруссы контактировали с населением Древней Руси и, в частности, торговали с новгородцами. На селище существовал центр по обработке цветных металлов и кузнечное производство, а также нашли шиферные овручские пряслица, две свинцовых товарные пломбы дрогичинского типа, относящиеся к домонгольскому периоду и свинцовую актовую вислую печать Владимира Мономаха.
В 1206 году Папой римским Иннокентием III издаётся булла о христианизации пруссов, а в 1217 году Папой римским Гонорием III объявляется поход против прусских язычников, ставший частью кампаний в Восточной Пруссии, известных как «прусский крестовый поход», к которым в 1226 году присоединяется Тевтонский орден. В 1230 году Папа римский даёт право Тевтонскому ордену крестить пруссов. Немецкие крестоносцы, имевшие интересы в восточной Европе, приступили к колонизации новых территорий, на которых в скором времени сложилось Государство Тевтонского ордена. Колонизация не проходила мирно — немалая часть прусских вождей вели активную войну с крестоносцами, часть же вождей приняла христианство. Тевтонский орден давал определённые привилегии лояльным пруссам, встраивая их в феодальную систему своего государства. В основную фазу колонизации (XIII—XIV вв.) случилось два крупных восстания пруссов — первое прусское восстание (1242—1249 гг.) и второе прусское восстание (1260—1274 гг.). Во время восстаний пруссы оставались разобщёнными, и, несмотря на значительные трудности, крестоносцам удалось переломить ход обоих восстаний и закрепиться на завоёванных территориях.
В ходе колонизации рыцари основывали замки, которые являлись их опорными пунктами. Первоначально орденский замок представлял собой укреплённый дом, служивший местом проживания братьев ордена. Такой дом возводился из дерева и укреплялся частоколом. В XIV веке начинается строительство замков в камне. Первым из них на территории Калининградской области стал замок Бальга, основанный в 1239 году на берегу Вислинского залива и сохранившийся в виде руин до сих пор.

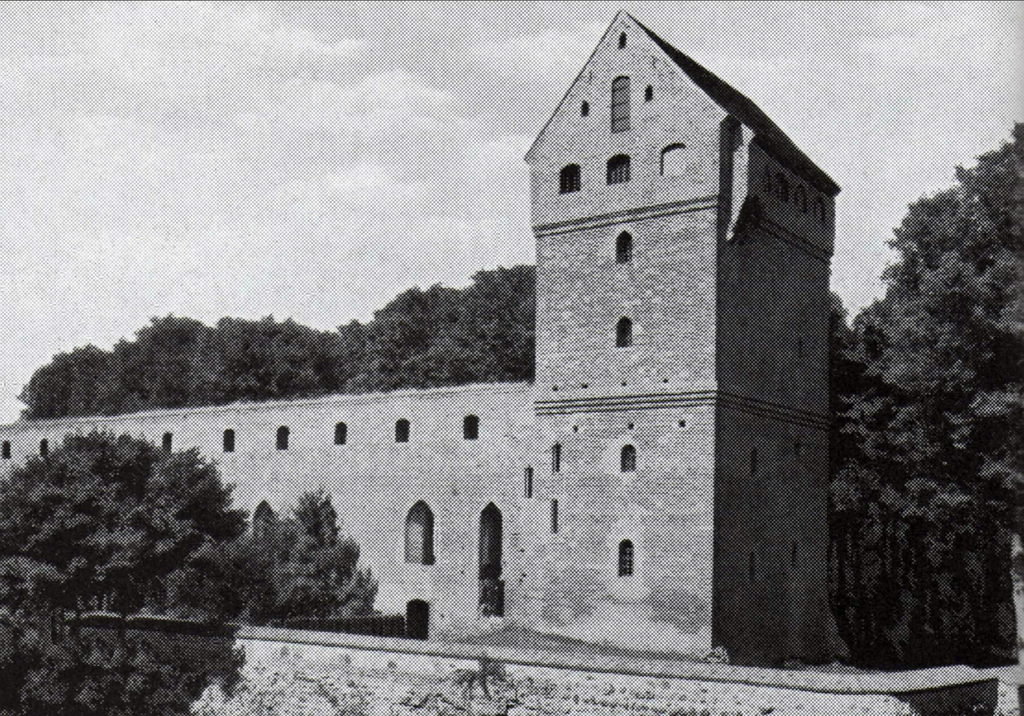
Замок Бальга в 1931 году.

Прусская культура и прусский язык постепенно утрачивали своё значение — новые феодальные отношения вытесняли собой традиционный уклад прусского общества, немецкий язык стал языком торговли и дипломатии. Большинство пруссов постепенно ассимилировались, смешиваясь с массой немецких колонистов. Прусская речь сохранилась как язык сельских общин до XVI—XVII веков. Большинство не онемеченных пруссов перешло на литовский язык, получив наименование Летувинники (прусские литовцы).
Немецкие колонисты из соображений безопасности селились у стен замков, образуя так называемое лишке. Таким образом возникли многие города и посёлки Калининградской области, в том числе и Кёнигсберг. В настоящий момент на территории Калининградской области осталось значительное количество памятников истории прусского и орденского периода, представляющих собой в основном руины замков и кирх, остатки валов и городищ.
Государство Тевтонского ордена вело постоянные войны с Польшей и Литвой, расширяя своё влияние в прибалтийском регионе. В 1370 году между войсками Тевтонского ордена и Великого княжества Литовского состоялась Битва при Рудау.  После принятия в 1387 году при Ягайло христианства Литвой исчерпались правовые основы нахождения Тевтонского ордена в землях Пруссии, поток крестоносцев и финансирование из Германии начало постепенно иссякать. После поражения при Танненберге (Грюнвальдская битва) в 1410 году и последовавшей за ним Тринадцатилетней войны (1454—1466) государство Тевтонского ордена утратило значительную часть своих территорий и находилось в плачевном экономическом состоянии.
В 1525 году по приказу великого магистра Альбрехта, Тевтонский орден прошёл секуляризацию, а государство крестоносцев было преобразовано в светское Прусское герцогство. Последний великий магистр Тевтонского ордена герцог Альбрехт стал первым герцогом Пруссии. Государственной религией нового прусского государства стал протестантизм лютеранского толка — таким образом, Пруссия стала первым государством в мире, признавшим протестантизм своей государственной религией.
В 1657 году Пруссия вошла в состав объединённого Бранденбургско-Прусского государства и освободилась от вассальной зависимости от Польши.
В ходе Семилетней войны, между 1758 и 1762 годами Восточная Пруссия входила в состав Российской империи. В немецкой историографии этот период получил название «первое русское время».
15 ноября 1901 года был открыт Кёнигсбергский морской судоходный канал (с 1946 года — Калининградский морской судоходный канал).

## В составе СССР/РФ

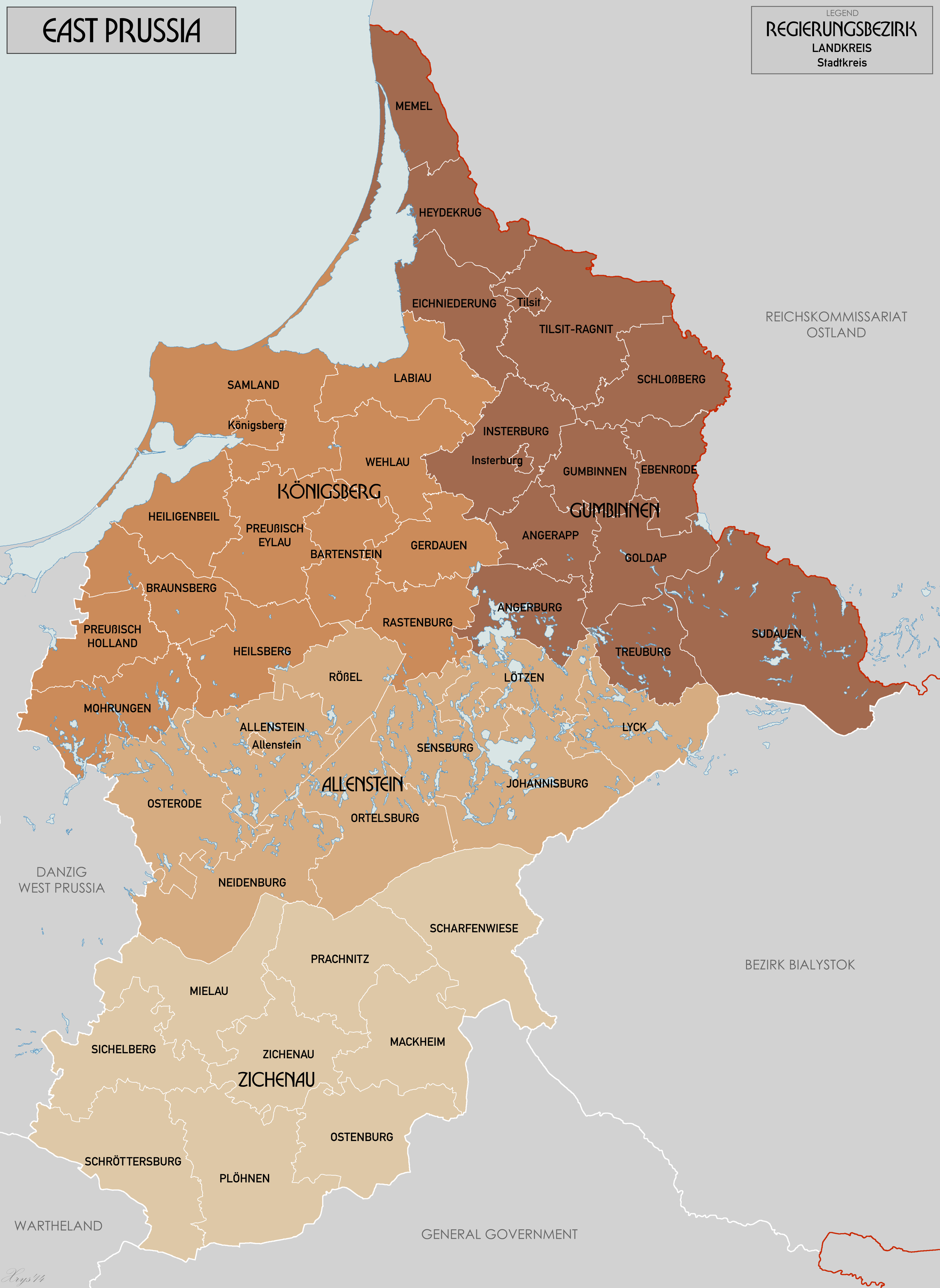
Административная карта Восточной Пруссии в 1944 году.

В соответствии с Потсдамским соглашением, заключённым на Потсдамской конференции (17 июля—2 августа 1945 года) лидерами трёх крупнейших держав Антигитлеровской коалиции, северная часть Восточной Пруссии (примерно одна треть всей её территории) была передана Советскому Союзу, остальные две трети — Польской Народной Республике.
Сразу после победного для Красной армии и советского народа окончания Великой Отечественной войны 1941—1945 годов и повержения нацистской Германии на переданной Советскому Союзу территории был организован Особый военный округ, который также занимался и гражданскими делами. 

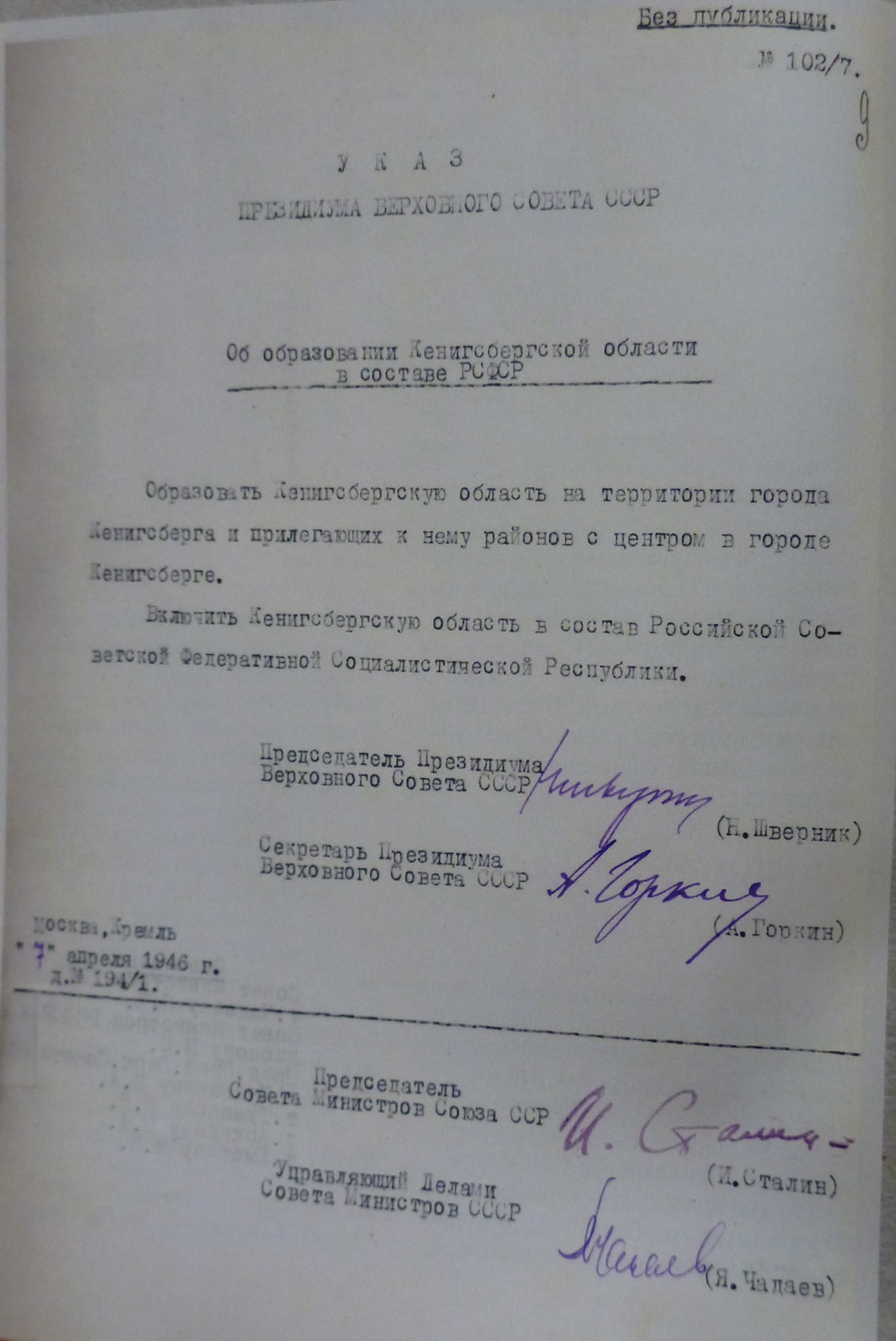
Указ Президиума Верховного совета СССР от 7 апреля 1946 года об образовании Кёнигсбергской области

7 апреля 1946 года Указом Президиума Верховного Совета СССР на территории округа была образована Кёнигсбергская область в составе РСФСР. 
4 июля 1946 года Указом Президиума Верховного Совета СССР Кёнигсбергская область была переименована в Калининградскую область, город Кёнигсберг — в Калининград.
Массовое переселение в область семей колхозников и сельскохозяйственных рабочих было инициировано подписанным И. Сталиным постановлением Совета министров СССР № 1522 от 9 июля 1946 года. Документ предписывал переселить «на добровольных началах» в Калининградскую область на постоянное жительство в августе-октябре 1946 года 12 тысяч семей колхозников из 20 областей и трёх автономных республик РСФСР (например, из Мордовской АССР) и из Белорусской ССР. В качестве критерия для отбора переселенцев правительственное постановление устанавливало наличие в каждой переселенческой семье не менее двух трудоспособных членов. Первый эшелон колхозников-переселенцев прибыл в Гусевский район 23 августа 1946 года. Пионерами крупномасштабной миграции стали 715 жителей сильно пострадавшей в годы войны Брянской области. В ходе переселенческой кампании 1946—1948 годов фактически переселенцами стали жители 27 областей РСФСР, четырёх союзных республик, двух автономных республик. Принималась во внимание и «благонадёжность» переселенцев, за чем тщательно следили органы МВД СССР.
Первым коренным жителем Калининградской области стал Александр Дорофеев, родившийся 4 июля 1946 года в 0 часов 01 минуту в Тапиау (Гвардейск) в семье гвардии майора Дорофеева А. В., героя боёв за Кёнигсберг и Пиллау. Первая школа для переселенцев открылась в сентябре 1945 года – нынешняя гимназия № 1 г. Калининграда.
В мае 1947 года образован Калининградский городской исполнительный комитет, а в декабре проведены первые выборы в местные Советы. 11 октября 1947 года Совет министров СССР принял секретное постановление № 3547-1169с «О переселении немцев из Калининградской области РСФСР в советскую зону оккупации Германии». Согласно докладной записке Министра внутренних дел СССР С. Н. Круглова от 30 ноября 1948 года И. В. Сталину, В. М. Молотову и Л. П. Берии о завершении переселения немцев из Калининградской области в Советскую зону оккупации Германии, с октября 1947 года по октябрь 1948 года было переселено 102 125 немцев. Всё немецкое и литовское (летувининки — прусские литовцы) население было депортировано в Германию в 1947—1949 годах. Однако вследствие миграции из России и Белоруссии в Калининградской области к началу 1950-х годов насчитывалось 400 тыс. человек.
В 1948 году введен в эксплуатацию Калининградский янтарный комбинат — крупнейшее в мире предприятие по добыче и переработке янтаря.
16 мая 1972 года самолёт Балтийского флота «Ан-24Т» упал на здание детского сада в городе Светлогорске. Погибли 35 человек, в том числе 24 ребёнка.
В Калининграде находится штаб Дважды Краснознамённого Балтийского флота ВМФ Российской Федерации, после 1991 года город Балтийск (бывший Пиллау) остался крупнейшей базой этого флота.